# Освајачи олимпијских медаља у атлетици — 3.500 метара ходање за мушкарце
Освајачи олимпијских медаља у атлетици за мушке у дисциплини 3.500 метара ходање, која је на програму игара била само 1908, приказани су у следећој табели. Резултати су приказани у минутама.
| Олимпијске игре     | Злато                            | Злато   | Сребро                          | Сребро  | Бронза                | Бронза  |
| ------------------- | -------------------------------- | ------- | ------------------------------- | ------- | --------------------- | ------- |
| Лондон 1908. детаљи | Џорџ Ларнер Уједињено Краљевство | 14:55,0 | Ернест Веб Уједињено Краљевство | 15:07,4 | Хари Кер Аустралазија | 15:43,4 |

1. ↑   На овим играма такмичари Аустралије и Новог Зеланда наступали су као једна екипа (АНЗ)